# وزارة التعليم (أستراليا)
وزارة التعليم هي إدارة تابعة للحكومة الأسترالية تأسست في 1 يوليو 2022.

## تاريخ
تأسست الوزارة بموجب قرار حكومي صادر في 1 يونيو 2022. قٌسمت الوزارة التعليم والمهارات والتوظيف السابقة إلى وزارة التعليم المشكَّلة حديثًا ووزارة التوظيف والعمل.

## وصلات خارجية
- الموقع الإلكتروني لإدارة التعليم والتدريب
- موقع المعهد الأسترالي للتعليم والقيادة المدرسية